# Энос (шимпанзе)
Энос (англ. Enos; 1956 — 4 ноября 1962) — шимпанзе, совершивший космический полёт.

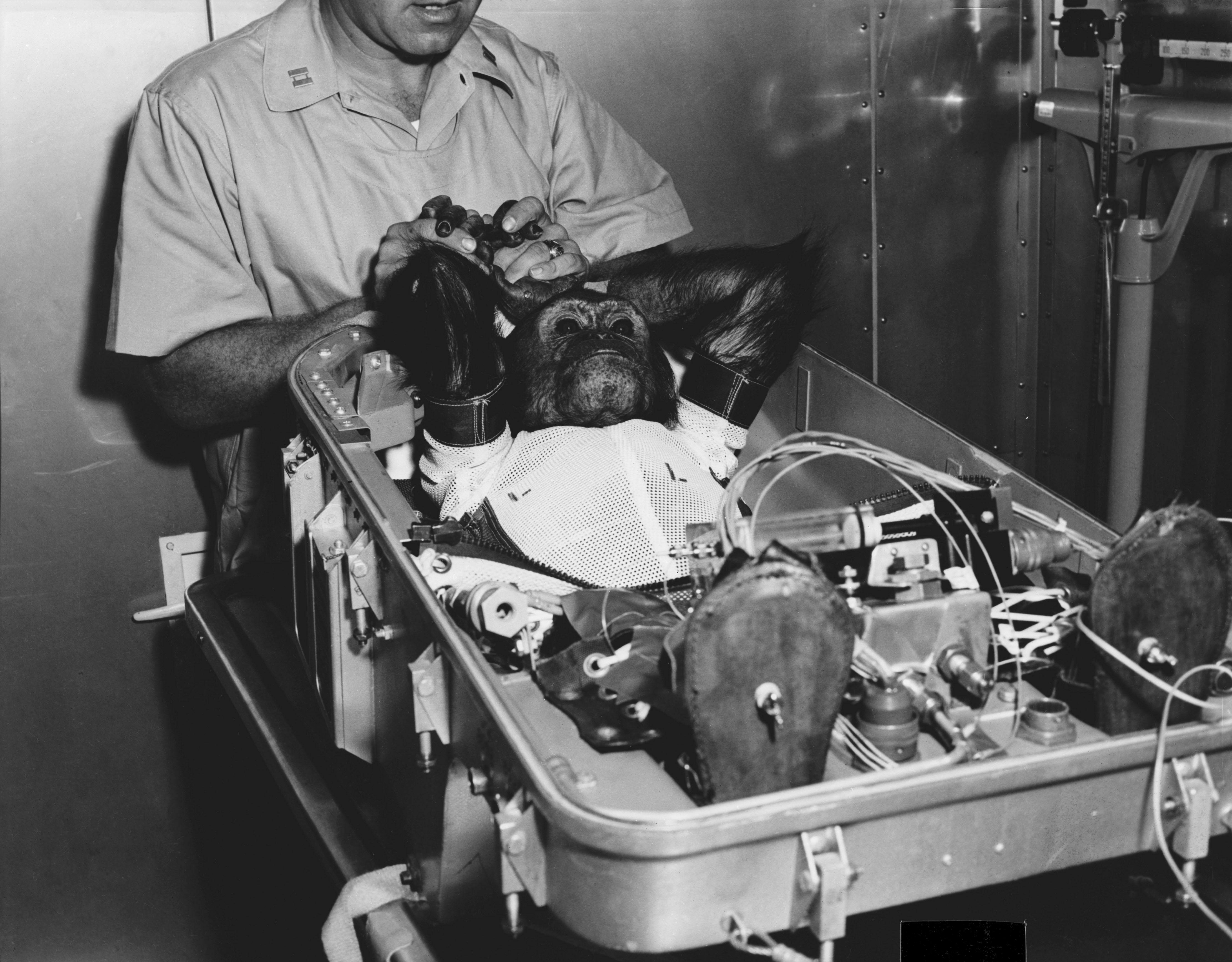
Энос готовится к размещению в капсуле корабля Меркурий Атлас 5, 1961 год

Обыкновенный шимпанзе Энос был куплен 3 апреля 1960 года на ферме редких птиц в Майами (Флорида). Энос прошёл обучение для космического полёта в Университете штата Кентукки и базе ВВС США Холлман (Holloman). Общая продолжительность тренировок составила более 1250 часов. Энос прошёл более интенсивные тренировки, чем шимпанзе Хэм, который был первым космическим путешественником-шимпанзе. Энос должен был совершить более длительный космический полёт и испытать более сильные перегрузки. В процесс обучения Эноса включались психомоторный тренинг и полёты на самолётах.

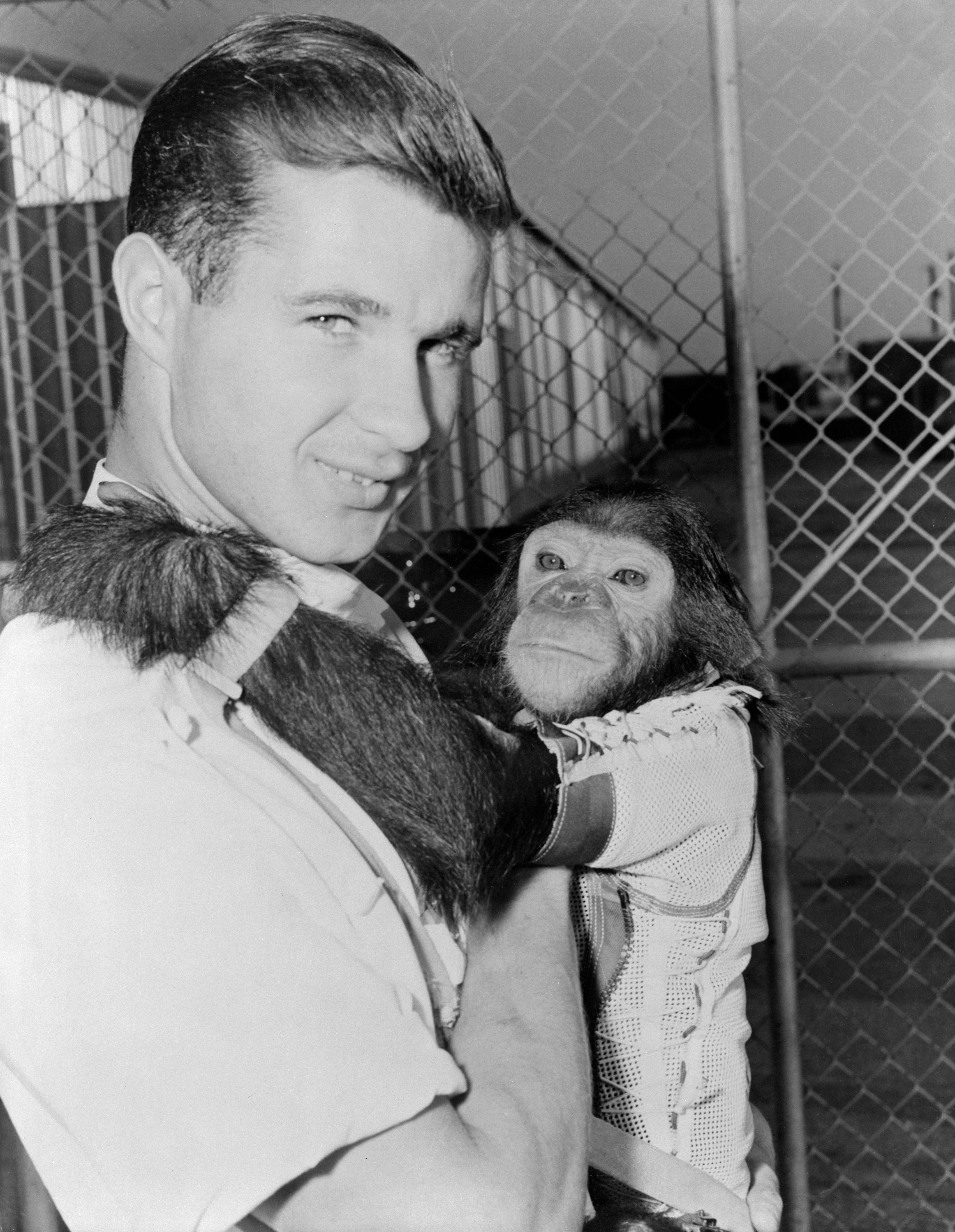
Шимпанзе Энос с дрессировщиком перед полётом на корабле «Меркурий Атлас 5»

Энос был отобран для космического орбитального полёта за три дня до старта. Дублёром Эноса был назначен шимпанзе Рокки. 13 сентября 1961 года, за два месяца до полёта шимпанзе, НАСА провело испытательный полёт корабля «Меркурий Атлас 4». Этот полёт был проведён по полной программе, предусмотренной для полёта шимпанзе Энос, в корабле находился имитатор члена экипажа. Энос стартовал в космос на корабле «Меркурий Атлас 5» 29 ноября 1961 года. Возраст Эноса к дате полёта — 63 месяца.
Первый виток вокруг Земли корабль совершил за 1 час и 28,5 минут. Планировались три витка, однако засорение трубопровода подачи топлива в системе ориентации вызвало перерасход перекиси водорода; кроме того, авария преобразователя питания вызвала отказ системы терморегулирования, поэтому было принято решение вернуть корабль на Землю на втором витке. По сообщениям наблюдателей, после приводнения Энос был доставлен на спасательный корабль, где он прыгал и бегал от радости по палубе и пожимал руки спасателям. Энос стал первым шимпанзе на орбите, но только третьим приматом после двух представителей вида Homo sapiens – Юрия Гагарина и Германа Титова, также относящихся к этому отряду в биологической систематике. Полёт Эноса был репетицией первого орбитального полёта американского астронавта, который совершил 20 февраля 1962 года Джон Гленн.
4 ноября 1962 Энос умер от дизентерии, вызванной бактерией, которая была стойкой к антибиотикам того времени. Энос был под постоянным наблюдением в течение двух месяцев перед смертью. Патологи сообщили, что они не нашли никаких признаков смерти, которые могли быть связаны с его космическим полётом за год до заболевания.